# 大龙门摩崖石刻
大龙门摩崖石刻，位于中国河北省保定市大龙门，为涞水县的一个省级文物保护单位，类型为石刻，公布时间为1982年7月23日。
大龙门摩崖石刻的历史年代为明代。